# John Strachey (haut fonctionnaire)
Pour les articles homonymes, voir John Strachey et Strachey.
John Strachey, né le 5 juin 1823 à Londres où il meurt le 19 décembre 1907, est un haut fonctionnaire britannique. Actif en Inde durant le Raj britannique, il a notamment été gouverneur général intérimaire en février 1872.

## Biographie
Il est le cinquième fils d'Edward Strachey (1774–1832), lui-même second fils de Sir Henry Strachey (1er baronnet). Il fait ses études secondaires dans une école privée de Totteridge, puis entre au East India Company College (en) où il étudie pendant deux ans. En 1842, il se classe à la deuxième place pour les affectations au Bengale, alors sous administration britannique, où il devient fonctionnaire la même année. Il occupe plusieurs postes dans les provinces du nord-ouest.

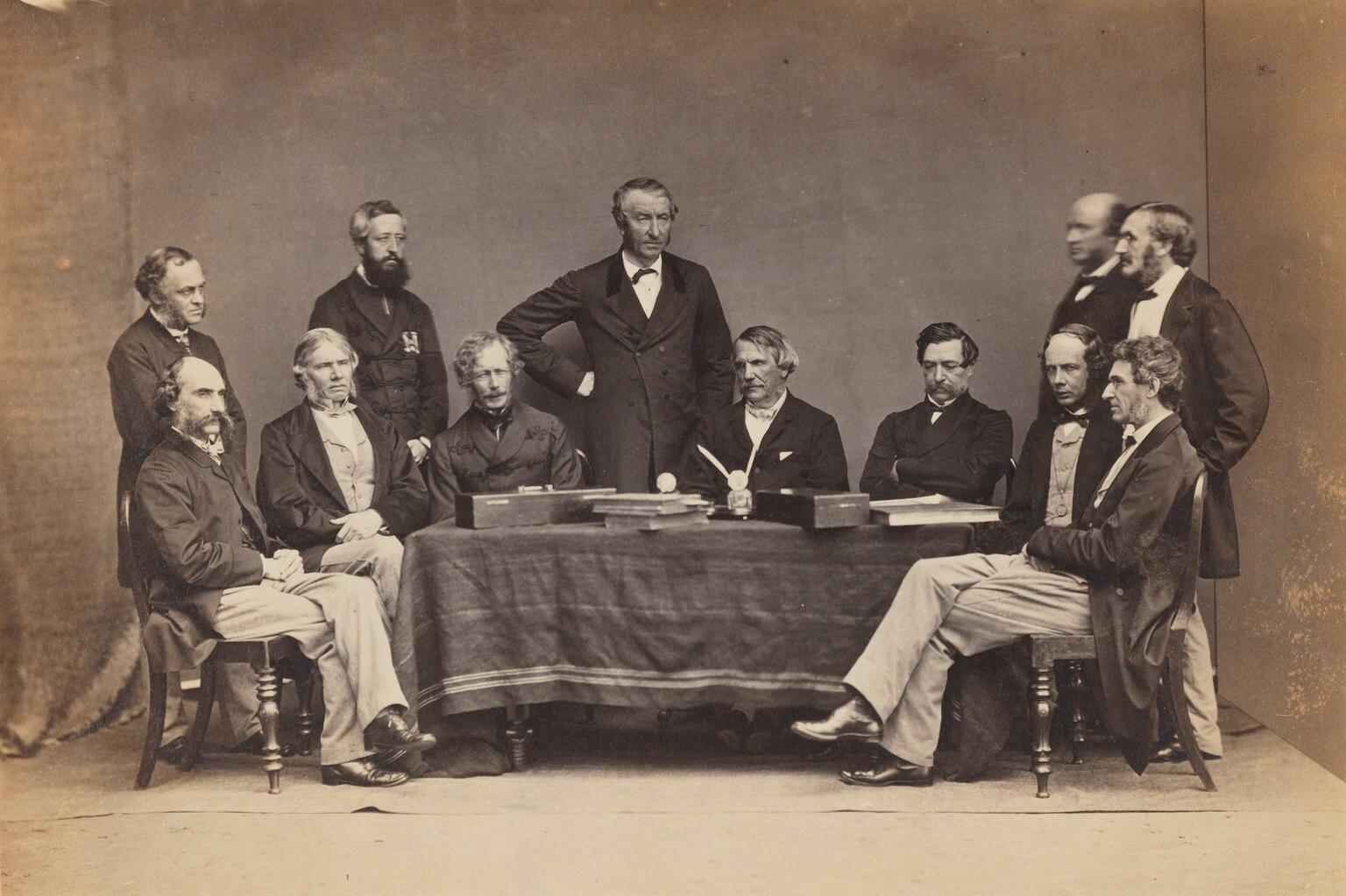
The Supreme Indian Council, Shimla. John Strachey est debout tout à fait à droite avec un nœud papillon.

En 1861, Charles Canning le nomme président de la commission chargée d'enquêter sur une épidémie de choléra. En 1862, il devient commissaire judiciaire dans les provinces du centre. En 1864, il est nommé président d'une commission sanitaire permanente, créée pour enquêter sur l'état sanitaire de l'armée, après le rapport défavorable établi par une commission royale ad hoc. En 1866, il devint commissaire en chef de l'Awadh, désigné par Henry Montgomery Lawrence, afin de remédier autant que possible à l'injustice faite, après la rébellion Indienne de 1857, lors de la confiscation des droits des fermiers et des petits propriétaires terriens alors même que les privilèges des grands propriétaires étaient maintenus. En tant que membre du conseil législatif, il a présenté plusieurs projets de loi à cet effet, qui ont été adoptés.
En 1868, il devint membre du conseil du gouverneur-général, et après l'assassinat de Richard Southwell Bourke, il occupe à titre temporaire les fonctions de vice-roi durant deux semaines en février 1872. En 1874, il est nommé lieutenant-gouverneur des provinces du nord-ouest. En 1876, il reprend ses fonctions au conseil du gouverneur-général, en tant que ministre des finances, poste qu'il occupe jusqu'en 1880.
Il doit démissionner lorsqu'il apparaît que le ministère des finances avait totalement sous-estimé le coût effectif de cette guerre. Mis en cause par le gouvernement britannique, il rentre en Angleterre et prend officiellement sa retraite. Il voyage en Italie, publie The Finances and Public Works of India (1882), écrit avec son frère Richard Strachey. Il donne une série de conférences à Cambridge en 1884, qu'il publie sous l'intitulé India (1888). De 1885 à 1895, il est membre du conseil du Secrétaire d'État à l'Inde. Son fils, Arthur Strachey, est l'ami de Theodore Beck (en), premier principal de l'université d'Aligarh. John Strachey fait un don à l'université, et en mémoire, un bâtiment de l'université porte son nom. Il meurt en 1907 chez lui, au 37 Cornwall Gardens, South Kensington, et est enterré à Send, près de Woking (Surrey).

## Publications

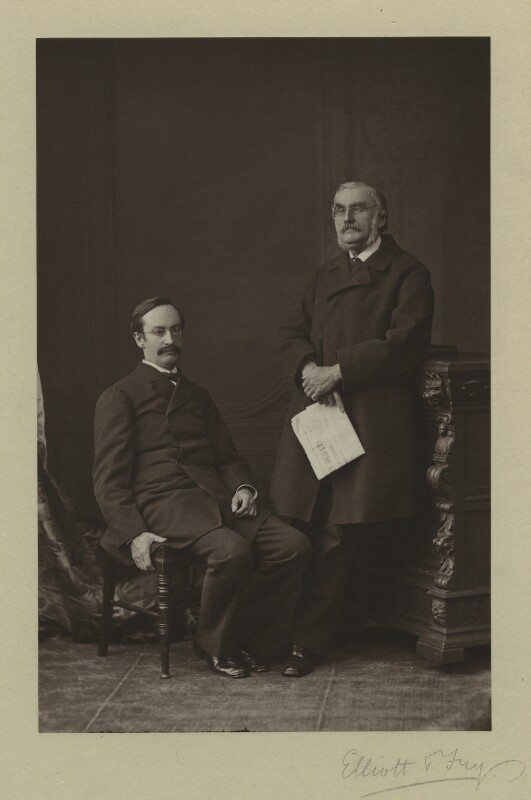
John Strachey et son frère Richard Strachey (1876)

Il est co-auteur, avec son frère Richard Strachey, de The Finances and Public Works of India (1882). Il publie également Hastings and the Rohilla War(1892).

## Distinctions
- Chevalier grand commandeur de l'ordre de l'Étoile d'Inde
- Compagnon de l'ordre de l'Empire des Indes

## Famille
Le 9 octobre 1856, il épouse Katherine Batten, dont le père, Joseph Batten est principal de l'East India Company College. Ils ont huit enfants. Trois fils de leurs fils, John, officier de carrière, Arthur, juge et président de la cour suprême d'Allahabad, et Charles, haut fonctionnaire, font des carrières liées à l'Inde.